# Acumontia rostrata
Acumontia rostrata is een hooiwagen uit de familie Triaenonychidae. De wetenschappelijke naam van Acumontia rostrata gaat  terug op Pocock.